# Lista siturilor arheologice din județul Sibiu - G
Lista siturilor arheologice din județul Sibiu - G conține toate siturile arheologice din județul Sibiu înscrise în Repertoriul Arheologic Național (RAN) și aflate în localități al căror nume începe cu litera G. RAN este administrat de Ministerul Culturii și Patrimoniului Național și cuprinde date științifice, cartografice, topografice, imagini și planuri, precum și orice alte informații privitoare la zonele cu potențial arheologic, studiate sau nu, încă existente sau dispărute.
Puteți căuta un sit din localitățile care încep cu litera G folosind formularul de mai jos sau puteți naviga prin toate siturile din județ la Lista siturilor arheologice din județul Sibiu.
| Cod RAN                                 | Denumire | Localitate                                | Adresă              | Datare            | Descoperit | Coordonate | Imagine           | Erori            |
| --------------------------------------- | --- | ----------------------------------------- | ------------------- | ----------------- | ---------- | ---------- | ----------------- | ---------------- |
| 144081.01                               | Topor preistoric de la Glâmboaca (Categorie: descoperire izolată) (Tip: obiect izolat)                                          | sat Glâmboaca, oraș Avrig                 |                     |                   |            |            | Încărcați imagine | Raportați eroare |
| 145541.01.01 (Cod LMI: SB-II-m-B-12390) | Biserica cu hramul "Intrarea în Biserică" din Galeș / ansamblu anonim (Categorie: structură de cult/religioasă) (Tip: Biserică) | localitate componentă Galeș, oraș Săliște | str. Principală 59  | sec. al XVIII-lea |            |            | Încărcați imagine | Raportați eroare |
| 144036.01.01                            | Biserica medievală din Giacăș / ansamblu anonim (Categorie: structură de cult/religioasă) (Tip: Biserică)                       | sat Giacăș, comuna Alma                   |                     | sec. al XV-lea    |            |            | Încărcați imagine | Raportați eroare |
| 144606.01.01 (Cod LMI: SB-II-m-B-12397) | Biserica "Cuvioasa Paraschiva" din Gura Râului / ansamblu anonim (Categorie: structură de cult/religioasă) (Tip: Biserică)      | sat Gura Râului, comuna Gura Râului       | str. Principală 220 | sec. XVIII - XIX  |            |            | Încărcați imagine | Raportați eroare |
| 145541.02.01                            | Artefacte dacice de la Galeș - Lunca Goleșului / ansamblu anonim (Categorie: descoperire izolată) (Tip: Artefacte)              | localitate componentă Galeș, oraș Săliște | Lunca Goleșului     |                   |            |            | Încărcați imagine | Raportați eroare |
| 144438.01.01                            | Biserica de la Gherdeal / ansamblu anonim (Categorie: construcție de cult) (Tip: Biserică)                                      | sat Gherdeal, comuna Bruiu                |                     |                   |            |            | Încărcați imagine | Raportați eroare |
| 144438.01.02                            | Biserica de la Gherdeal / ansamblu anonim (Categorie: construcție de cult) (Tip: Fortificație)                                  | sat Gherdeal, comuna Bruiu                |                     | sec. XVI          |            |            | Încărcați imagine | Raportați eroare |
| 145177.01.01                            | Vicus la Ghijasa de Jos - Holdele Domnilor / ansamblu anonim (Categorie: locuire militară) (Tip: Vicus)                         | sat Ghijasa de Jos, comuna Nocrich        | Holdele Domnilor    |                   | D. Popa    |            | Încărcați imagine | Raportați eroare |
| 143913.01.01                            | Așezarea dacică de la Ghijasa de Sus / ansamblu anonim (Categorie: locuire) (Tip: așezare)                                      | sat Ghijasa de Sus, comuna Alțina         |                     |                   |            |            | Încărcați imagine | Raportați eroare |
| 144884.01.01                            | Biserica de la Gusu / ansamblu anonim (Categorie: construcție de cult) (Tip: Biserică)                                          | sat Gusu, comuna Ludoș                    |                     | sec. XIV          |            |            | Încărcați imagine | Raportați eroare |